# Degu
A degu (Octodon degus) az emlősök (Mammalia) osztályának rágcsálók (Rodentia) rendjébe, ezen belül a csalitpatkányfélék (Octodontidae) családjába tartozó faj.
Az állat az Octodon emlősnem típusfaja.
Dél-Amerikából származnak, magyar nevük is innen ered, chilei, amerikai mókusnak is hívják.

## Előfordulása
Chilében, Argentínában a legközönségesebb rágcsálók közé tartoznak. Nagy csapatokban élnek.
Saját maguk által kivájt üregekben élnek. Legtöbbször egy hűs árnyékot biztosító bokor alá költöznek. Nappal nem jönnek elő fészkükből, csupán napnyugtakor, vagy amikor már a Hold is feljött, hogy füvet, gyökereket gyűjtsenek.

## Megjelenése
Testhossza a farok nélkül 15–25 centiméter. A kifejlett példányok nagyjából akkorák lesznek, mint egy patkány. Bundájuk felül barna, a hasuk krémszínű. Fogaik, mint a legtöbb rágcsálónak, állandóan nőnek. A fiatalok foga fehér, az idősebbeké sárgás. Fülük nagy, hallásuk is kitűnő. Szemük sötétbarna, fekete pupillával. A legtöbb ember teljesen feketének látja a legtöbb rágcsálóval együtt. A sötétben jól lát. A farka végén található bolyhos részt szemrebbenés nélkül elhagyja, ha ott emelik meg.

## Életmódja

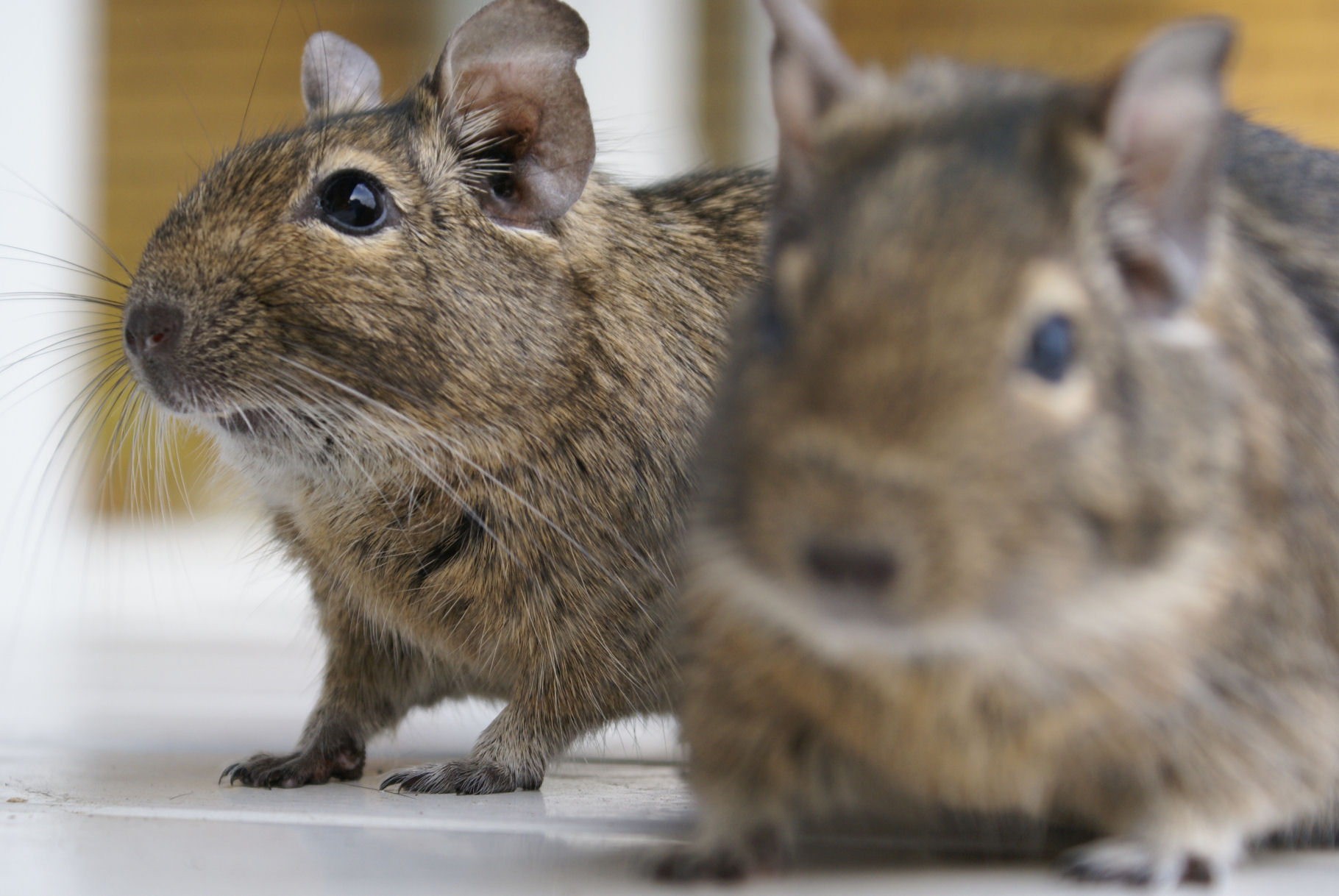

Természetes élőhelyükön, az Andok cserjés, bokros lejtőin szinte kizárólag fűvel táplálkoznak, de gyökereket és a fák kérgét is előszeretettel fogyasztják.
Ha ragadozó vagy más veszély közeledik, egyszerre mind eltűnnek földalatti labirintusaik bejáratain. 
Más növényevőkhöz hasonlóan, mint például a nyulak, megeszik a saját (lágy) ürüléküket, hogy több tápanyaghoz jussanak. Ez is arra szolgál, hogy fenntartsák az egészséges bélműködésüket, ha az élelem tápanyagban szegény.

## Szaporodása
A deguk 4–8 kölyköt hoznak világra. A nőstények 12 hetes korukban válnak ivaréretté. Vemhességük 70–90 napig tart. A hím köré több nőstény is társul. Természetes körülmények között csak kevés degu éri meg a 2 éves kort, fogságban tartva viszont akár 5–10 évig is élhetnek.

## A degu mint házikedvenc
A degu nagyon elterjedt házi kedvenc. Ketrecben ajánlott a tartása, a terrárium nem tesz jót nekik. Lakhelye 2–3 példány tartásának legalább 100×50×60 cm legyen, de semmiképp nem hátrány, ha nagyobb. Lakhelyét ne érje közvetlen fény, s a huzattól is kíméljük. Nagyon szívesen épít fészket.
Alomnak forgács, széna is használható, melynek cseréje néhány naponta is elegendő. Kedvelt játéka a homokfürdőzés. Egy lehetőleg elég nehéz tálban, amit nem tud felborítani, helyezzünk be neki tiszta fürdető homokot (kisállatkereskedésben szerezzük be). Ha hetente 2–3 alkalommal berakjuk hozzájuk a tálat egy kis időre, akkor nemcsak unalmát űzzük el vele, de bundája is fényesebb, ápoltabb lesz. Mint minden rágcsálónak, így a degu foga is állandó növésben van, és koptatnia kell, emiatt is célszerű mászókákat s egyéb tárgyakat berakni neki.
Folyton legyen előtte friss víz, széna és jó minőségű, magas rosttartalmú táp. Tanácsos azonban az etetésére odafigyelni, mivel hajlamos az elhízásra, illetve a cukorbetegségre, és a fogát is roncsolják a cukortartalmú ételek. Nem szabad neki gyümölcsöt és zöldséget (pl. alma, répa, barack stb.)-magas cukortartalom; káposzta, karalábé, egyéb K-betűs zöldségek puffasztanak; a burgonya és a saláta mérgező anyagokat tartalmazhat) adni, mert az édes dolgok nem csak a fogaknak nem tesznek jót, de ha sokat kap, cukorbeteg is lehet.
Társas állatok, magas szociális igényekkel, tartsuk mindenképpen párban vagy csoportban, viszont mivel gyorsan szaporodnak, ezért nem jó ivarosan különböző nemű degukat együtt tartani: az 1 ivartalan hím és nőstény(ek) a legjobb csapat. A tenyésztés nagy szakértelmet igényel, a nőstények szervezetét a folyamatos vemhesség komolyan megterheli.
A degukat leginkább egzotikus szakállatorvos tudja szakszerűen ellátni.

## Képek

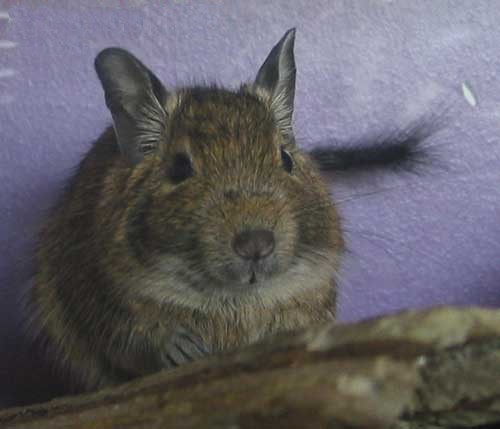
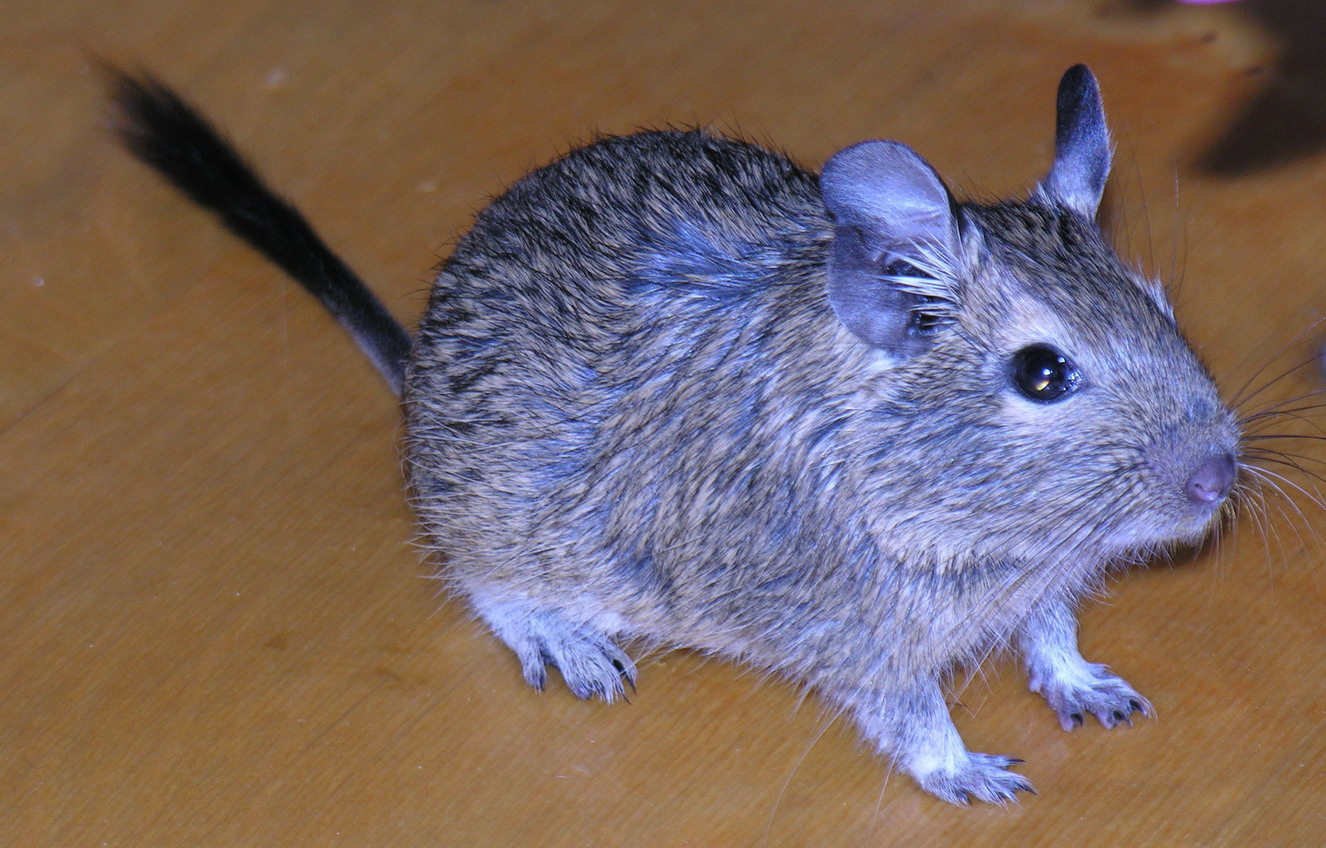
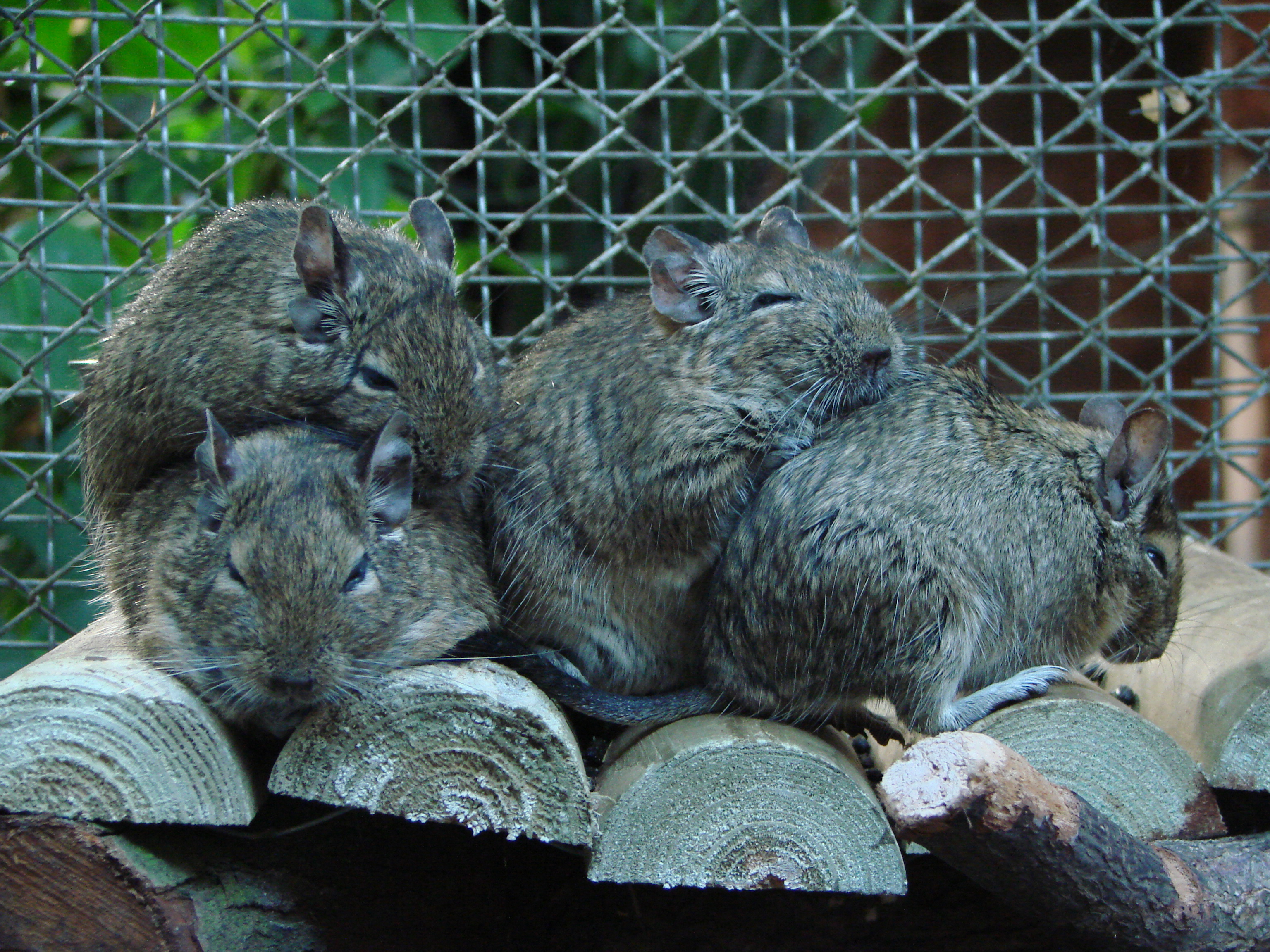
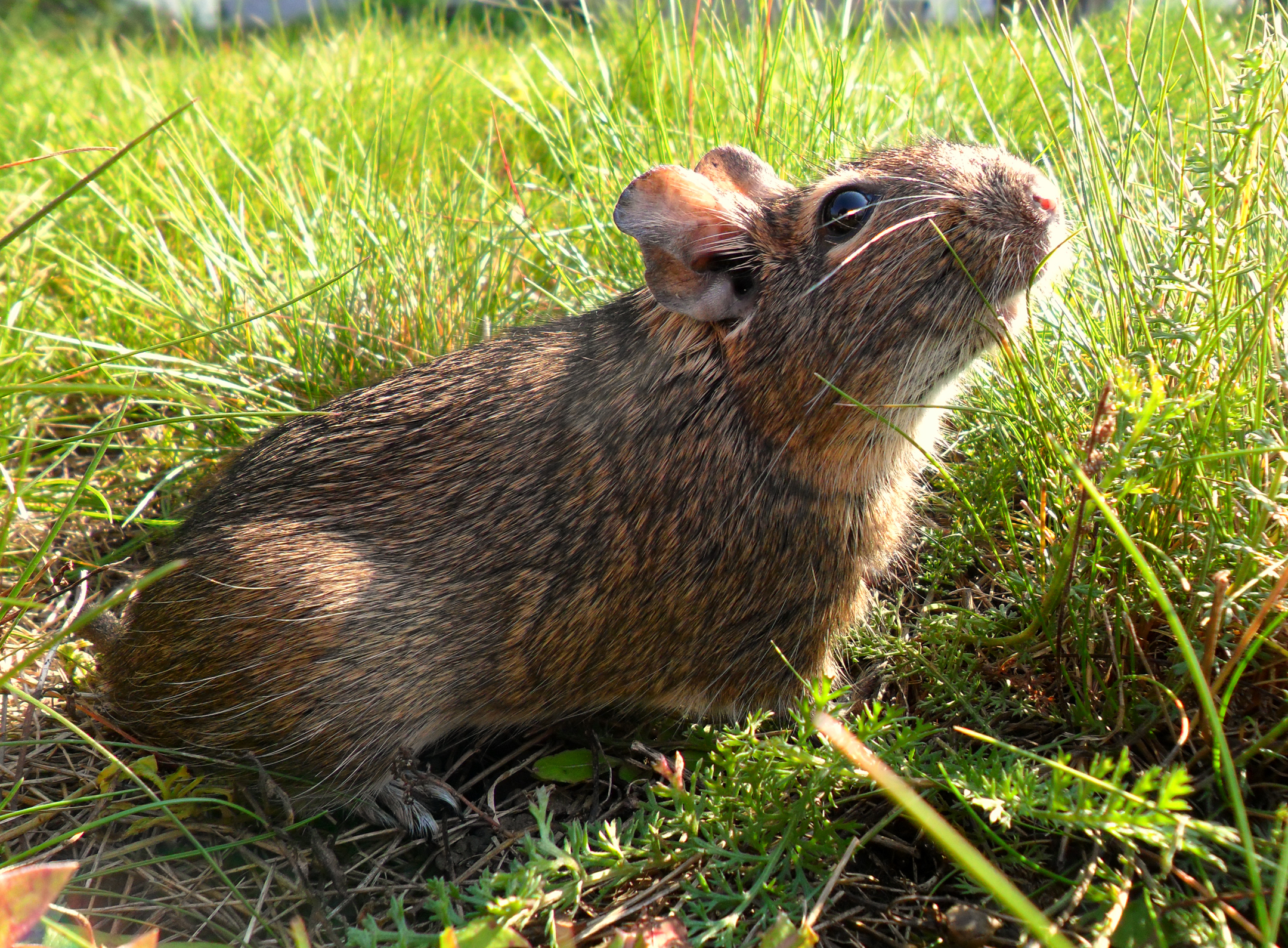
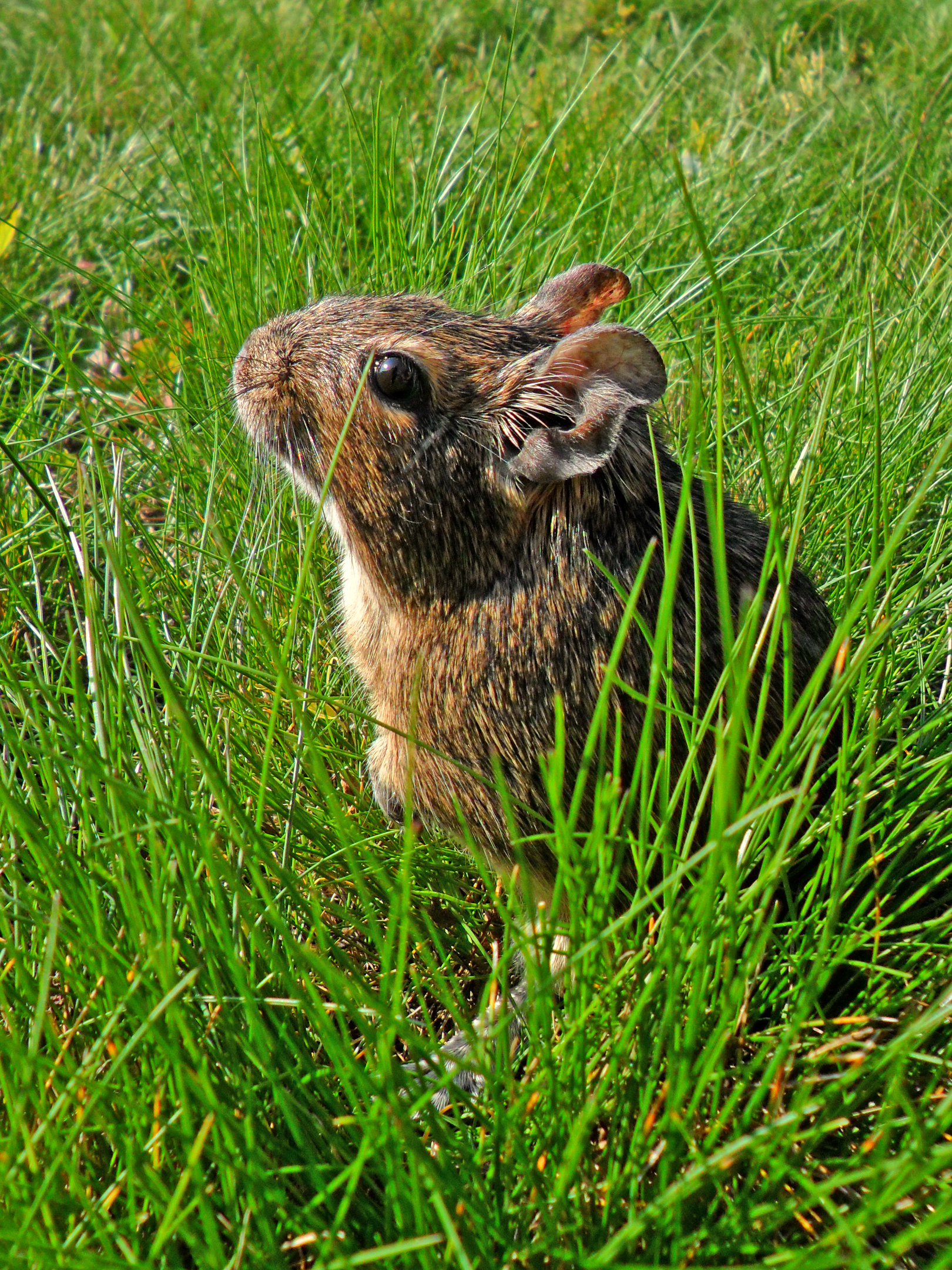